# Good Times, Bad Times... Ten Years of Godsmack
Good Times, Bad Times... Ten Years of Godsmack es un álbum de grandes éxitos de la banda estadounidense de heavy metal Godsmack. La colección incluye todos los sencillos de la banda, a excepción de "Bad Magick" y "Bring It On" , además de un DVD con una actuación acústica en Las Vegas, Nevada en el The House of Blues.

## Ventas
Good Times, Bad Times... Ten Years of Godsmack debutó en el puesto número 35 de la lista de álbumes Billboard 200, vendiendo unas 40.000 copias en su primera semana.

## Lista de canciones
Todas las canciones compuestas por Sully Erna, excepto donde se indique lo contrario.
1. "Good Times, Bad Times"– 2:57 (Bonham/Jones/Page/Plant)
2. "Whatever" (Godsmack) – 3:26 (Erna/Rombola)
3. "Keep Away" (Godsmack) – 4:50
4. "Voodoo" (Godsmack) – 4:40 (Erna/Merrill)
5. "Bad Religion" (Godsmack) – 3:13 (Erna/Stewart)
6. "Awake" (Awake) – 5:04
7. "Greed" (Awake) – 3:28
8. "I Stand Alone" (Faceless) – 4:03
9. "Straight Out of Line" (Faceless) – 4:21
10. "Serenity" (Faceless) – 4:34
11. "Re-Align" (Faceless) – 4:20
12. "Running Blind" (The Other Side) – 3:55
13. "Touché" (The Other Side) – 3:37 (Erna/Kosco/Richards)
14. "Speak" (IV) – 3:55 (Erna/Rombola/Merrill/Larkin)
15. "Shine Down" (IV) – 4:52
16. "The Enemy" (IV) – 4:08

### An Evening with Godsmack DVD
1. "Trippin'"
2. "Re-Align"
3. "Running Blind"
4. "Questions" (preguntas de seguidores parte 1)
5. "Serenity"
6. "Voodoo"
7. "Questions" (preguntas de seguidores parte 2)
8. "Spiral"
9. "Batalla de los Tambores" (solos de bajo y batería)
10. "Keep Away"

Bises:
1. "Touché" (con John Kosco y Lee Richards)
2. "Reefer Headed Woman" (con John Kosco y Lee Richards)

## Personal
- Sully Erna - voz, guitarra, batería (pistas 2-4)
- Tony Rombola - guitarra, coros
- Robbie Merrill - bajo, coros
- Tommy Stewart - batería (pistas 5-8)
- Shannon Larkin - batería (pistas 1, 9-16)

DVD
- Coros: John Kosco
- Guitarra rítmica: Lee Richards
- Dirección: Daniel Catullo
- Producción: Jack Gulick y Daniel Catullo
- Mezclas: Andy Johns

## Posición en listas
Álbum - Billboard (Estados Unidos)
| Año  | Lista         | Posición |
| ---- | ------------- | -------- |
| 2007 | Billboard 200 | #35      |

Sencillos - Billboard (Estados Unidos)
| Año  | Sencillo               | Lista                  | Posición |
| ---- | ---------------------- | ---------------------- | -------- |
| 2007 | "Good Times Bad Times" | Mainstream Rock Tracks | #8       |
| 2007 | "Good Times Bad Times" | Modern Rock Tracks     | #28      |